# 長瀬村 (長野県)
長瀬村（ながせむら）は長野県小県郡にあった村。現在の上田市長瀬にあたる。

## 地理
- 河川：千曲川、依田川

## 歴史
- 1889年（明治22年）4月1日 - 町村制の施行により、近世以来の長瀬村が単独で自治体を形成。
- 1955年（昭和30年）4月1日 - 丸子町に編入。同日長瀬村廃止。

## 交通

### 鉄道路線
- 上田丸子電鉄
  - 丸子線
    - 下長瀬駅 - 長瀬駅 - 上長瀬駅 - 丸子鐘紡駅

現在は旧村域を北陸新幹線が通過するが、当時は未開業。